# 엘리아스 하위
엘리아스 하우 주니어 (/haʊ/; 1819년 7월 9일 – 1867년 10월 3일)는 현대 사슬땀 재봉틀을 발명한 것으로 가장 잘 알려진 미국의 발명가이다.

## 초기 생애
엘리아스 하우 주니어는 1819년 7월 9일 매사추세츠주 스펜서에서 엘리아스 하우 시니어 박사(1792~1867)와 폴리 (베미스) 하우(1791~1871) 사이에서 태어났다. 하우는 어린 시절과 성인 초기를 매사추세츠주에서 보냈으며, 1835년부터 로웰의 직물 공장에서 견습생으로 일했다. 1837년 공황으로 인해 공장이 문을 닫은 후, 그는 케임브리지 (매사추세츠주)로 이주하여 소면 (방적) 기계공으로 일하며 사촌 내서니얼 P. 뱅크스와 함께 견습생으로 일했다. 1838년 초, 그는 케임브리지의 숙련된 기계공이자 크로노미터 및 기타 정밀 기기 제조 및 수리를 전문으로 하는 아리 데이비스의 작업장에서 견습생으로 일했다. 하우가 재봉틀에 대한 아이디어를 얻은 것은 데이비스 밑에서 일할 때였다.
그는 1841년 3월 3일 케임브리지에서 사이먼 에임스와 제인 B. 에임스의 딸 엘리자베스 제닝스 에임스와 결혼했다. 그들은 세 자녀를 두었다: 제인 로빈슨 하우 (1842–1912), 사이먼 에임스 하우 (1844–1883), 줄리아 마리아 하우 (1846–1869). 그 후 로즈 할라데이와 결혼했다.

## 재봉틀 발명과 경력

하우의 재봉틀

하우가 재봉틀에 대한 아이디어를 처음 생각해 낸 사람은 아니었다. 그보다 훨씬 이전에 많은 사람들이 그러한 기계에 대한 아이디어를 구상했으며, 심지어 1790년에 한 사람이 디자인 특허를 내고 실제로 작동하는 기계를 생산하여 한 경우에는 최소 80대를 만들기도 했다. 그러나 하우는 이전 모델의 디자인 개념에 중요한 개선을 가했으며, 1846년 9월 10일 사슬땀 디자인을 사용하는 재봉틀에 대한 최초의 미국 특허(미국 특허 4,750)를 받았다. 그의 기계에는 대부분의 현대식 기계에 공통된 세 가지 필수 기능이 포함되어 있었다: 바늘 끝에 있는 바늘 구멍, 천 아래에서 작동하여 사슬땀을 형성하는 셔틀, 그리고 자동 공급 장치이다.
바늘 구멍을 바늘 끝에 놓는 아이디어를 어떻게 얻었는지에 대한 일화가 그의 어머니 가족의 가족사에 기록되어 있다.
그는 재봉틀 바늘 구멍의 위치를 발견하기 전까지 거의 파산 지경에 이르렀다. 그것이 어떻게 이루어졌는지 아는 사람은 거의 없을 것이다. 그의 원래 생각은 일반적인 바늘의 모델을 따르고 바늘 구멍을 뒤꿈치에 두는 것이었다. 바늘 끝 근처에 놓아야 한다는 생각은 전혀 하지 못했고, 만약 그가 낯선 나라의 야만적인 왕을 위해 재봉틀을 만드는 꿈을 꾸지 않았다면 완전히 실패했을 것이다. 실제 작업 경험과 마찬가지로 그는 바늘 구멍 때문에 당황했다. 그는 왕이 자신에게 기계를 완성하고 재봉하게 할 24시간을 주었다고 생각했다. 그 시간 안에 완성하지 못하면 죽음이 벌이었다. 하우는 일하고 또 일하며 고민하다가 마침내 포기했다. 그리고 그는 처형당하기 위해 끌려나갔다고 생각했다. 그는 전사들이 머리 근처에 구멍이 뚫린 창을 들고 있는 것을 보았다. 즉시 어려움의 해결책이 떠올랐고, 발명가가 시간을 구걸하는 동안 그는 잠에서 깨어났다. 새벽 4시였다. 그는 침대에서 뛰쳐나와 작업장으로 달려가 오전 9시까지 바늘 끝에 구멍이 있는 바늘을 대충 만들었다. 그 후는 쉬웠다. 그것이 재봉틀 발명에 있어서 중요한 사건의 진정한 이야기이다.

특허를 확보했음에도 불구하고 하우는 자신의 발명품 생산 자금을 조달할 미국 내 투자자를 찾는 데 상당한 어려움을 겪었고, 그래서 그의 형인 아마사 베미스 하우는 1846년 10월에 자금을 찾기 위해 영국으로 건너갔다. 아마사는 런던 치프사이드에 있는 코르셋, 우산, 여행 가방 제조 공장을 소유하고 있던 윌리엄 토마스에게 첫 기계를 250파운드에 팔 수 있었다. 엘리아스와 그의 가족은 1848년 런던에서 아마사와 합류했지만, 토마스와의 사업 분쟁과 아내의 건강 악화로 인해 하우는 거의 무일푼으로 미국으로 돌아왔다. 엘리아스보다 먼저 미국으로 돌아왔던 그의 아내 엘리자베스는 1849년 그가 돌아온 직후 매사추세츠주 케임브리지에서 사망했다.
그가 자신의 기계를 판매하려는 노력에도 불구하고, 다른 기업가들이 재봉틀을 제조하기 시작했다. 하우는 아이작 메릿 싱어가 월터 헌트의 협력으로 자신의 기계와 유사한 것을 완성하여 하우가 발명하고 특허를 받은 동일한 사슬땀으로 판매하고 있다는 것을 발견했기 때문에 1849년부터 1854년까지 지속된 소송에서 자신의 특허를 방어해야 했다. 그는 이 분쟁에서 승리했고 자신의 발명품 판매에 대해 싱어와 다른 사람들에게서 상당한 인세를 벌었다.
하우는 남북 전쟁 중 연합군 제17 코네티컷 자원 보병 연대에 장비를 제공하는 데 자신이 벌어들인 돈의 상당 부분을 기부했으며, 하우는 이 연대 D중대에서 사병으로 복무했다. 건강이 좋지 않아 가벼운 임무를 수행했으며, 종종 [[실라][[[실라그(몽둥이)|실라그]]]의 도움을 받아 걷는 모습이 목격되었고, 연대 우체부 직책을 맡아 전쟁 소식을 들고 볼티모어를 오갔다. 그는 1862년 8월 14일에 입대하여 1865년 7월 19일에 제대했다.

## 지퍼발명 참여
하우는 1851년 "자동 연속 의류 잠금 장치"에 대한 특허를 받았다. 아마도 재봉틀의 성공 때문에 그는 이를 진지하게 시장에 내놓으려 하지 않았고, 그가 받았을지도 모르는 인정을 놓쳤을 것이다.

## 성인 생활과 유산

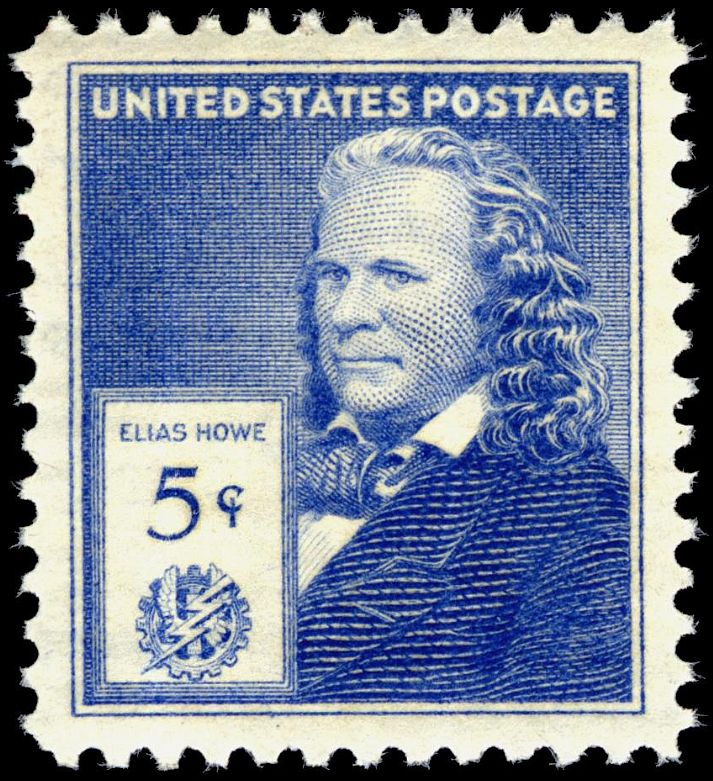
하우 기념 우표, 1940년 발행

1854년에서 1871/72년 사이에 엘리아스의 형인 아마사 베미스 하우(1868년 사망)와 나중에는 그의 아들 벤자민 포터 하우가 뉴욕시에서 하우 재봉틀 회사(Howe Sewing Machine Co.)라는 이름으로 재봉틀을 생산하는 공장을 소유하고 운영했으며, 이 회사는 1862년 런던 박람회에서 금메달을 수상했다. 1865년에서 1867년 사이에 엘리아스 자신은 코네티컷주 브리지포트에서 하우 기계 회사(The Howe Machine Co.)를 설립했으며, 이 회사는 엘리아스의 사위인 스톡웰 형제에 의해 약 1886년까지 운영되었다. 엘리아스 하우의 재봉틀은 1867년 파리 박람회에서 금메달을 수상했으며, 같은 해에 그는 자신의 발명품으로 나폴레옹 3세로부터 레지옹 도뇌르를 수여받았다. 1873년 벤자민 P. 하우는 하우 재봉틀 회사 공장과 이름을 하우 기계 회사에 매각하여 두 회사를 합병했다.
엘리아스 하우는 48세에 통풍과 대규모 혈전으로 1867년 10월 3일 사망했다. 그는 뉴욕 브루클린의 그린우드 묘지에 묻혔다. 1890년 10월 10일 사망한 그의 두 번째 부인 로즈 할라데이는 그와 함께 묻혀 있다. 싱어와 하우 모두 백만장자였다.
하우의 아버지는 두 달 후인 1867년 12월 28일, 75번째 생일 다음날 사망했다.
하우는 1940년 10월 14일 발행된 저명한 미국 발명가 시리즈의 5센트 우표로 기념되었다.
1965년 비틀즈 영화 헬프!는 그의 기억에 헌정되었다.

2004년에 그는 미국 국립 발명가 명예의 전당에 헌액되었다.

## 계보
하우는 1630년에 영국 워릭셔주 브린클로우에서 매사추세츠만 식민지로 와 서드버리에 정착한 존 하우(1602–1680)의 후손이다. 하우는 또한 매사추세츠만 식민지의 또 다른 초기 이민자인 에드먼드 라이스의 후손이기도 하다.

## 같이 보기
- 다니엘 데이비스 주니어